# ホウオウビスケッツ
ホウオウビスケッツ（欧字名:Ho O Biscuits、2020年6月5日 - ）は、日本の競走馬。2024年の函館記念の勝ち馬である。
馬名の意味は、冠名＋父名の一部。

## 経歴

### 2歳（2022年）
2022年12月10日、中山競馬場第5レースの2歳新馬戦（芝1600m）で、鞍上に横山和生を起用しデビュー。スタートを決め先頭で進み、直線でも粘り新馬勝ちを収めた。

### 3歳（2023年）
シーズン初戦は1勝クラス・フリージア賞に出走。スタートから先頭に立ち、後続を退けて勝利。初の重賞挑戦にスプリングステークスを選択。前目で追走したが、直線でベラジオオペラに交わされ2着。優先出走権を獲得し、初のGIの舞台となった皐月賞では馬群に沈み17着。次走には第90回東京優駿を選び、新コンビとして丸田恭介を起用し出走。道中は折り合いを欠く場面も見られたが2番手に付け、直線では後続から急追してきたタスティエーラやソールオリエンスに呑まれ6着となった。
休養を挟み、当初は毎日王冠での復帰となる予定だったが、夏負けにより回避。そして、古馬との初対決ととして中日新聞杯を選択した。レースでは、2コーナーで先頭に立ちレースを進めるも、後続馬に抜かされ12着となった。

### 4歳（2024年）
4歳緒戦は東京新聞杯からとなり、新コンビに岩田康誠を起用。直線で伸びは見せたもののサクラトゥジュールやウインカーネリアンには届かず3着。次戦は東風ステークスに出走し、自身初となる1番人気でのレースとなった。2番手でレースを進めたが最後は後続に抜かされ2戦連続で3着となった。休養を挟んで巴賞に出走。先頭を進み、直線は後続を寄せ付けず勝利を収めた。
陣営は次走に函館記念を選択。道中は先頭を追うように2番手に付け、4コーナーで一気に先頭へ立つと直線では後続を突き放し、連勝で重賞初制覇を飾った。休養明け、次走は毎日王冠を選択した。道中はエルトンバローズが迫ってくる中、先頭を進む。直線でも先頭のままだったが、ゴール直前でシックスペンスに交わされ2着となった。次走は第170回天皇賞（秋）に出走。鞍上は康誠がノースブリッジに騎乗するため、息子の岩田望来を鞍上に迎えた。道中は先頭に立ち馬群を引っ張って行く。1000mを59秒9のスローペースで進み、直線も譲らなかった。しかし、残り100mで脚が止まり、後方からドウデュースとタスティエーラに交わされ3着となった。

### 5歳（2025年）
5歳シーズンは中山金杯から始動し、鞍上にはホリー・ドイルを起用した。大外から五分五分のスタートを決めた後は、道中は2番手に付け、クリスマスパレードを追う。4コーナーでは並んだものの、直線で後続に交わされ9着に敗れた。
3月16日、再び岩田康誠に手綱が戻り金鯱賞に出走。ハイペースで逃げるデシエルトから大きく離れた2番手を追走し、最終直線で捉えるも大外から差し脚を伸ばしたクイーンズウォークにハナ差で差し切られ、2着。

## 競走成績
以下の内容は、netkeiba.comおよびJBISサーチの情報に基づく。
| 競走日     | 競馬場 | 競走名       | 格   | 距離（馬場）  | 頭 数 | 枠 番 | 馬 番 | オッズ （人気） | 着順 | タイム （上り3F） | 着差 | 騎手      | 斤量 [kg] | 1着馬（2着馬）       | 馬体重 [kg] |
| ---------- | ------ | ------------ | ---- | ------------- | ----- | ----- | ----- | --------------- | ---- | ----------------- | ---- | --------- | --------- | -------------------- | ----------- |
| 2022.12.10 | 中山   | 2歳新馬      |      | 芝1600m（良） | 16    | 2     | 4     | 013.00（4人）   | 01着 | R1:34.9（35.3）   | -0.1 | 0横山和生 | 55        | （マルディランダ）   | 488         |
| 2023.02.18 | 東京   | フリージア賞 | 1勝  | 芝2000m（良） | 10    | 6     | 6     | 026.50（7人）   | 01着 | R1:59.3（34.3）   | -0.3 | 0横山和生 | 56        | （サスツルギ）       | 496         |
| 0000.03.19 | 中山   | スプリングS  | GII  | 芝1800m（重） | 16    | 5     | 10    | 005.50（3人）   | 02着 | R1:49.1（36.9）   | -0.2 | 0横山和生 | 56        | ベラジオオペラ       | 494         |
| 0000.04.16 | 中山   | 皐月賞       | GI   | 芝2000m（重） | 18    | 5     | 9     | 017.70（7人）   | 17着 | R2:03.7（39.6）   | -3.1 | 0横山和生 | 57        | ソールオリエンス     | 494         |
| 0000.05.28 | 東京   | 東京優駿     | GI   | 芝2400m（良） | 18    | 2     | 3     | 287.2（16人）   | 06着 | R2:25.4（34.0）   | -0.2 | 0丸田恭介 | 57        | タスティエーラ       | 496         |
| 0000.12.09 | 中京   | 中日新聞杯   | GIII | 芝2000m（良） | 17    | 4     | 8     | 005.00（3人）   | 12着 | R1:59.7（35.7）   | -0.9 | 0丸田恭介 | 56        | ヤマニンサルバム     | 504         |
| 2024.02.04 | 東京   | 東京新聞杯   | GIII | 芝1600m（良） | 16    | 4     | 8     | 035.30（8人）   | 03着 | R1:32.3（33.9）   | -0.2 | 0岩田康誠 | 57        | サクラトゥジュール   | 510         |
| 0000.03.10 | 中山   | 東風S        | L    | 芝1600m（良） | 14    | 7     | 11    | 002.50（1人）   | 03着 | R1:33.7（35.6）   | -0.3 | 0岩田康誠 | 57        | ディオ               | 516         |
| 0000.06.30 | 函館   | 巴賞         | OP   | 芝1800m（良） | 16    | 5     | 9     | 004.00（2人）   | 01着 | R1:46.8（35.1）   | -0.3 | 0岩田康誠 | 57        | （デビットバローズ） | 510         |
| 0000.07.14 | 函館   | 函館記念     | GIII | 芝2000m（良） | 16    | 6     | 12    | 007.20（3人）   | 01着 | R1:59.2（35.3）   | -0.6 | 0岩田康誠 | 57.5      | （グランディア）     | 506         |
| 0000.10.06 | 東京   | 毎日王冠     | GII  | 芝1800m（良） | 14    | 2     | 2     | 007.40（4人）   | 02着 | R1:45.2（33.8）   | -0.1 | 0岩田康誠 | 57        | シックスペンス       | 502         |
| 0000.10.27 | 東京   | 天皇賞（秋） | GI   | 芝2000m（良） | 15    | 5     | 9     | 048.10（8人）   | 03着 | R1:57.6（34.0）   | -0.3 | 0岩田望来 | 58        | ドウデュース         | 502         |
| 2025.01.05 | 中山   | 中山金杯     | GIII | 芝2000m（良） | 18    | 8     | 18    | 004.60（2人）   | 09着 | R1:58.8（36.4）   | -0.7 | 0H.ドイル | 59.5      | アルナシーム         | 506         |
| 0000.03.16 | 中京   | 金鯱賞       | GII  | 芝2000m（重） | 10    | 2     | 2     | 003.10（1人）   | 02着 | 02:01.3（36.8）   | -0.0 | 0岩田康誠 | 57        | クイーンズウォーク   | 504         |
| 0000.04.06 | 阪神   | 大阪杯       | GI   | 芝2000m（良） | 15    | 2     | 2     | 009.10（5人）   | 05着 | R1:56.6（34.8）   | -0.4 | 0岩田康誠 | 58        | ベラジオオペラ       | 502         |
| 0000.08.17 | 札幌   | 札幌記念     | GII  | 芝2000m（良） | 16    | 3     | 5     | 003.70（1人）   | 07着 | R2:02.3（37.1）   | -0.8 | 0岩田康誠 | 58        | トップナイフ         | 514         |

- 競走成績は2025年8月17日現在

## 血統表
| ホウオウビスケッツの血統                                | ホウオウビスケッツの血統                              | ホウオウビスケッツの血統                              | （血統表の出典）                                      | （血統表の出典）    |
| 父系                                                    | デピュティミニスター系                                | デピュティミニスター系                                | デピュティミニスター系                                | [ § 2 ]             |
| 父 *マインドユアビスケッツ Mind Your Biscuits 2013 栗毛 | 父の父Posse 2000 鹿毛                                 | Silver Deputy                                         | Deputy Minister                                       | Deputy Minister     |
| 父 *マインドユアビスケッツ Mind Your Biscuits 2013 栗毛 | 父の父Posse 2000 鹿毛                                 | Silver Deputy                                         | Silver Valley                                         |                     |
| 父 *マインドユアビスケッツ Mind Your Biscuits 2013 栗毛 | 父の父Posse 2000 鹿毛                                 | Raska                                                 | Rahy                                                  | Rahy                |
| 父 *マインドユアビスケッツ Mind Your Biscuits 2013 栗毛 | 父の父Posse 2000 鹿毛                                 | Raska                                                 | Borishka                                              |                     |
| 父 *マインドユアビスケッツ Mind Your Biscuits 2013 栗毛 | 父の母Jazzmane 2006 栗毛                              | Toccet                                                | Awesome Again                                         | Awesome Again       |
| 父 *マインドユアビスケッツ Mind Your Biscuits 2013 栗毛 | 父の母Jazzmane 2006 栗毛                              | Toccet                                                | Cozzene's Angel                                       |                     |
| 父 *マインドユアビスケッツ Mind Your Biscuits 2013 栗毛 | 父の母Jazzmane 2006 栗毛                              | Alljazz                                               | Stop the Music                                        | Stop the Music      |
| 父 *マインドユアビスケッツ Mind Your Biscuits 2013 栗毛 | 父の母Jazzmane 2006 栗毛                              | Alljazz                                               | Bounteous                                             |                     |
| 母 ホウオウサブリナ 2015 青鹿毛                         | 母の父ルーラーシップ 2007 鹿毛                        | キングカメハメハ                                      | Kingmambo                                             | Kingmambo           |
| 母 ホウオウサブリナ 2015 青鹿毛                         | 母の父ルーラーシップ 2007 鹿毛                        | キングカメハメハ                                      | *マンファス                                           |                     |
| 母 ホウオウサブリナ 2015 青鹿毛                         | 母の父ルーラーシップ 2007 鹿毛                        | エアグルーヴ                                          | *トニービン                                           | *トニービン         |
| 母 ホウオウサブリナ 2015 青鹿毛                         | 母の父ルーラーシップ 2007 鹿毛                        | エアグルーヴ                                          | ダイナカール                                          |                     |
| 母 ホウオウサブリナ 2015 青鹿毛                         | 母の母トラヴェシーア 2009 青鹿毛                      | ディープインパクト                                    | *サンデーサイレンス                                   | *サンデーサイレンス |
| 母 ホウオウサブリナ 2015 青鹿毛                         | 母の母トラヴェシーア 2009 青鹿毛                      | ディープインパクト                                    | *ウインドインハーヘア                                 |                     |
| 母 ホウオウサブリナ 2015 青鹿毛                         | 母の母トラヴェシーア 2009 青鹿毛                      | *マンファス                                           | *ラストタイクーン                                     | *ラストタイクーン   |
| 母 ホウオウサブリナ 2015 青鹿毛                         | 母の母トラヴェシーア 2009 青鹿毛                      | *マンファス                                           | Pilot Bird                                            |                     |
| 母系(F-No.)                                             | マンファス(IRE)系(FN:22-d)                            | マンファス(IRE)系(FN:22-d)                            | マンファス(IRE)系(FN:22-d)                            | [ § 3 ]             |
| 5代内の近親交配                                         | マンファス 4×3 Deputy Minister 4×5 Mr. Prospector 5×5 | マンファス 4×3 Deputy Minister 4×5 Mr. Prospector 5×5 | マンファス 4×3 Deputy Minister 4×5 Mr. Prospector 5×5 | [ § 4 ]             |
| 出典                                                    | 1. 2. 3. 4.                                           | 1. 2. 3. 4.                                           | 1. 2. 3. 4.                                           | 1. 2. 3. 4.         |

- 祖母トラヴェシーアはキングカメハメハの半妹。